# اکتور کارترو
اکتور کارترو (اسپانیایی: Héctor Carretero‎؛ زادهٔ ۲۸ مهٔ ۱۹۹۵ ‏(۲۹ سال)) دوچرخه‌سوار اهل اسپانیا است.
از باشگاه‌هایی که در آن رکاب زده‌است می‌توان به تیم موویستار اشاره کرد.